# Totiou Mladenov
Pour les articles homonymes, voir Mladenov.
Totiou Mladenov (en bulgare : Тотю Младенов), né le 19 juin 1964 à Vratsa, est un syndicaliste et homme politique bulgare, membre des Citoyens pour le développement européen de la Bulgarie (GERB). Il est ministre du Travail de Bulgarie entre le 27 juillet 2009 et le 12 mars 2013.

## Biographie
Diplômé en architecture et en ingénierie, il commence à travailler en 1990, dans une entreprise de bâtiment et travaux publics à Vratsa, puis il intègre, en 1991, le conseil régional du syndicat Podkrepa, en sa qualité de coordinateur pour la ville de Vratsa. L'année suivante, il devient président du conseil municipal de la ville, avant de faire, en 1995, son entrée à la direction de la centrale syndicale.
Il est nommé directeur exécutif de l'inspection du travail en 2002, un poste auquel il renonce en 2007, à la suite de son élection comme maire de Vratsa. Le 27 juillet 2009, il est désigné ministre du Travail et de la Politique sociale de Bulgarie.
Il est remplacé, le 12 mars 2013, par Deïana Kostadinova.